# Pantaleón Palacio y Villacampa
Pantaleón Palacio y Villacampa (Agüero, c. 1612 - Huesca, 1665) fue un religioso español del siglo XVII.

## Biografía
Nació hacia 1612 en Agüero dado que consta con cincuenta años en 1662. Estudió en el colegio de Santiago de la universidad de Huesca, al que entró en 1631. Fue sucesivamente catedrático de sexto (1634), vísperas y de prima en dicha universidad, canónigo de la catedral de Huesca (1642) y del Pilar de Zaragoza (1646), capellán mayor de esta última catedral (1659) así como juez de competencias del reino de Aragón.
En mayo de 1662 fue propuesto por el rey para el cargo de abad del importante monasterio de Montearagón, siendo consagrado en octubre en por el obispo de Jaca Bartolomé de Foncalda, con la asistencia de los abades de San Juan de la Peña y La Oliva. Aunque el monasterio había recientemente perdido parte de sus posesiones en las reformas eclesiásticas de Felipe II, su abad seguía presidiendo sobre seis prioratos como segunda autoridad eclesiástica de la diócesis, siendo solo superado por el obispo. Era además el señor temporal de múltiples localidades. Palacio ejerció como tal durante tres años. Probablemente cayera enfermo, pues consta su fallecimiento en unas casas de Huesca que el monasterio usaba como enfermería.